# 森花処女林
「森花処女林」（もりはなしょじょりん）は、井上陽水の46枚目のシングル。

## 概要
- フジテレビ系ドラマ『ランチの女王』挿入歌。
- アルバム『カシス』からのシングル・カット。

## 収録曲
1. 森花処女林 (3:22)
2. 決められたリズム (Single Version) (4:12)

全作詞・作曲:井上陽水

## 参加ミュージシャン
1. 森花処女林
Arranged:井上陽水
Co-Arranged:今堀恒雄
E.Guitar,A.Guitar&Programming:今堀恒雄
Cello:四家卯大
Percussions:ヤヒロトモヒロ
Recorded:宮崎一哉,今堀恒雄
Mixed:宮崎一哉
2. 決められたリズム (Single Version)
Arranged:井上陽水
Drums:山木秀夫
E.Bass:高水健司
A.Piano:中西康晴
E.Guitar:井上陽水,今堀恒雄
Background Vocals:大木真紀子,yumehiro,JUN
Recorded&Mixed:宮崎一哉